# Region Saint-Louis
Saint-Louis ist eine Region in Senegal. Hauptstadt ist die gleichnamige Stadt Saint-Louis. Die Region liegt im Norden Senegals an der Grenze zu Mauretanien.

## Geographische Lage
Die Region erstreckt sich in West-Ost-Richtung über rund 300 Kilometer bei einer durchschnittlichen Breite von 65 Kilometer entlang des Südufers des Senegal-Stroms. Im Westen der Region liegt der Nationalpark Djoudj, der Heimat von tausenden Vogelarten ist.

## Gliederung
Die Region Saint Louis untergliedert sich in drei Départements:
- Dagana
- Podor
- Saint Louis

Auf den nächsten Gliederungsebenen sind für 2013 sieben Arrondissements, 19 Kommunen (Communes) sowie 18 Landgemeinden (Communautés rurales) zu nennen.